# Sühnestein Bützow
Der Sühnestein von Bützow, auch: Harten-Denkmal oder Bürgermeisterstein, ist ein frühneuzeitlicher Gedenkstein, der an die Ermordung des Demminer Bürgermeisters Alexander von Harten im Jahr 1623 erinnert. Der aus Granit gefertigte Stein steht in der bewaldeten Gegend der Darnow, unweit des Ortsteils Wolken in Bützow.

## Geschichte
Der Demminer Bürgermeister Alexander von Harten, begleitet von seinem Kutscher Peter Virowen und seinem Diener Heinrich Driesen, war auf Geschäftsreise im mecklenburgischen Land. Auf dem Rückweg in seine Heimatstadt transportierte Harten nicht nur zahlreiche Papiere, sondern auch eine erhebliche Summe an Talern, die er auf Bitte eines Demminer Bürgers von dessen in Mecklenburg verstorbenen Verwandten erhalten hatte.
Östlich der Stadt Bützow, in der Darnower Forst, nahe dem Ortsteil Wolken und an der damaligen Landstraße von Bützow nach Laage, wurden Harten und sein Kutscher von dessen Diener brutal ermordet. In Gedenken an dieses grausame Verbrechen errichtete man bald an der Stelle, an der die Tat verübt wurde, einen Sühnestein aus Granit.
Im Jahr 1809 war der Stein noch an seinem ursprünglichen Standort; um 1850 jedoch wurde er von dort entfernt.
Im Jahr 1890 entdeckte der Oberbaurat Georg Daniel, Mitglied der Kommission zur Erhaltung der Denkmäler des Großherzoglich Mecklenburg-Schwerinschen Ministeriums des Inneren, den Granitstein während einer Besichtigung in Wolken, wo er als Türschwelle verwendet wurde. Die Kommission beschloss daraufhin, den Stein wieder aufzustellen. Am 26. Juni 1891 fand die Rückversetzung an den ursprünglichen Platz statt, wo er bis heute steht.

### Verurteilung des Dieners Heinrich Driesen
Nach umfassenden Nachforschungen sowohl von der Herzoglich Mecklenburgischen als auch von der Herzoglich Pommerschen Seite wurde Heinrich Driesen erst zu einem späteren Zeitpunkt gefasst. Nach seiner Verurteilung wurde Driesen lebendig gevierteilt, und seine Überreste fanden auf dem Schindanger ihre letzte Ruhestätte.

## Erscheinungsbild
Die Inschrift des Sühnesteins bietet Informationen über die begangene Tat sowie die beteiligten Namen. Aufgrund der Nutzung als Türschwelle und der Einwirkung von Witterungseinflüssen ist die Inschrift jedoch nur noch fragmentarisch lesbar. Der Granitstein misst eine Höhe von 1,75 Metern, eine Breite von 60 Zentimetern und hat eine Stärke von 16 Zentimetern.

### Inschrift

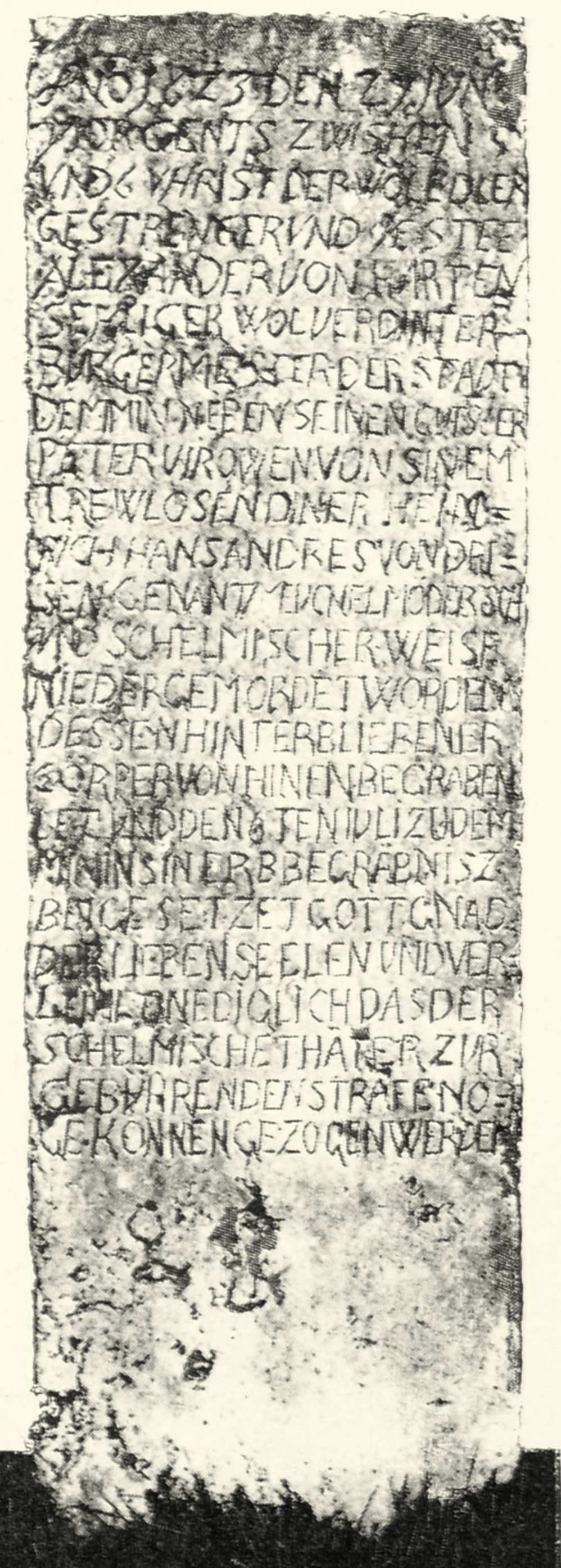
Sühnestein um 1900